# (914) Пализана
914 Пализана (914 Palisana) — астероид главного пояса. Открыт 4 июля 1919 г. немецким астрономом Максом Вольфом в Гейдельберге, Германия. Астероид назван в честь австрийского астронома Иоганна Пализы, совместно с которым учёные создали каталог звёзд, известный как Каталог Вольфа-Пализы (Wolf-Palisa stellar charts), а также совместно работали в рамках проекта астрографического каталога Карта неба (Carte du Ciel).
Пализана движется в главном кольце, с существенным наклоном (более 25°) к эклиптике Солнечной системы. Астероид не пересекает орбиту Земли и обращается вокруг Солнца за 3,85 юлианских лет.